# Jakob Öhrman
Jakob Öhrman, född 1982 i Helsingfors i Finland, är en finlandssvensk skådespelare och författare.  Han har spelat rollen som "Krister" i den svenska tv-serien Rebecka Martinsson.